# Попешть (Міклешть, Васлуй)
Попешть, Попешті (рум. Popești) — село у повіті Васлуй в Румунії. Входить до складу комуни Міклешть.
Село розташоване на відстані 295 км на північний схід від Бухареста, 19 км на північний схід від Васлуя, 44 км на південний схід від Ясс.

## Населення
За даними перепису населення 2002 року у селі проживали 498 осіб, усі — румуни. Усі жителі села рідною мовою назвали румунську.